# ブリストル磁器

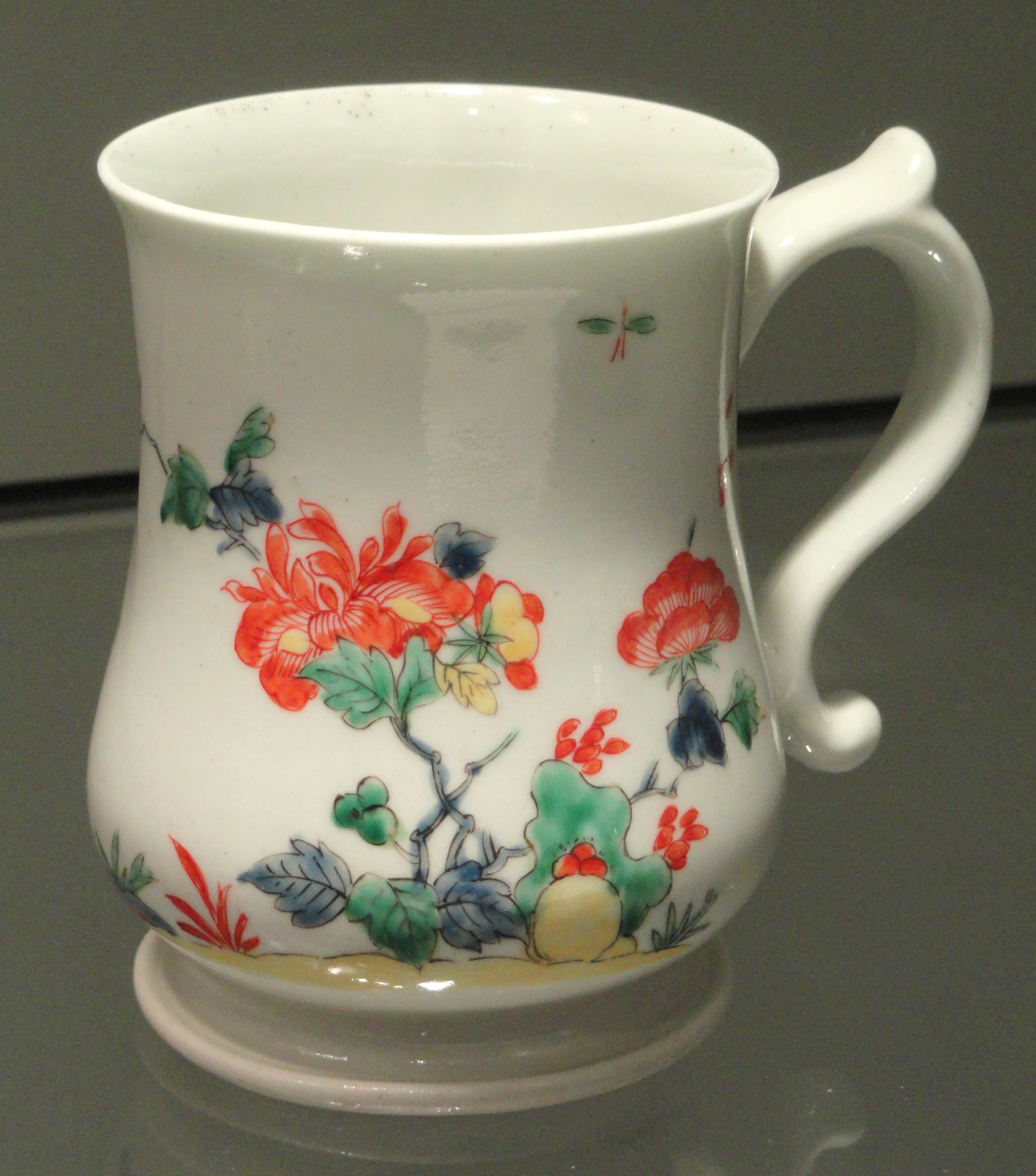
マグカップ、1748–1752年製造、ルンド・ブリストル工房、上絵付を施した軟質磁器。

ブリストル磁器（ブリストルじき、英語: Bristol porcelain）は、18世紀から19世紀にかけてイギリス、ブリストルで複数の企業が製造していた磁器。単にブリストル磁器は1770年にプリマスから移転したブリストル第二工房を指す場合が多い。初期に製造された磁器は軟質磁器で通常ルンズ・ブリストル焼きと呼ばれ、1750年頃からウースター磁器に吸収合併される1752年まで製造された。
1770年、イングランド初の硬質磁器を製造していたプリマス磁器工房がブリストルに移転し、1782年までブリストルで操業した。この工房はブリストル・チャイナ工房として知られていた。
ウォーター・レイン・ポッタリーという工房では1682年頃から1880年代まで主に陶器を製造し、1845～50年頃には磁器も一時的に製造された。

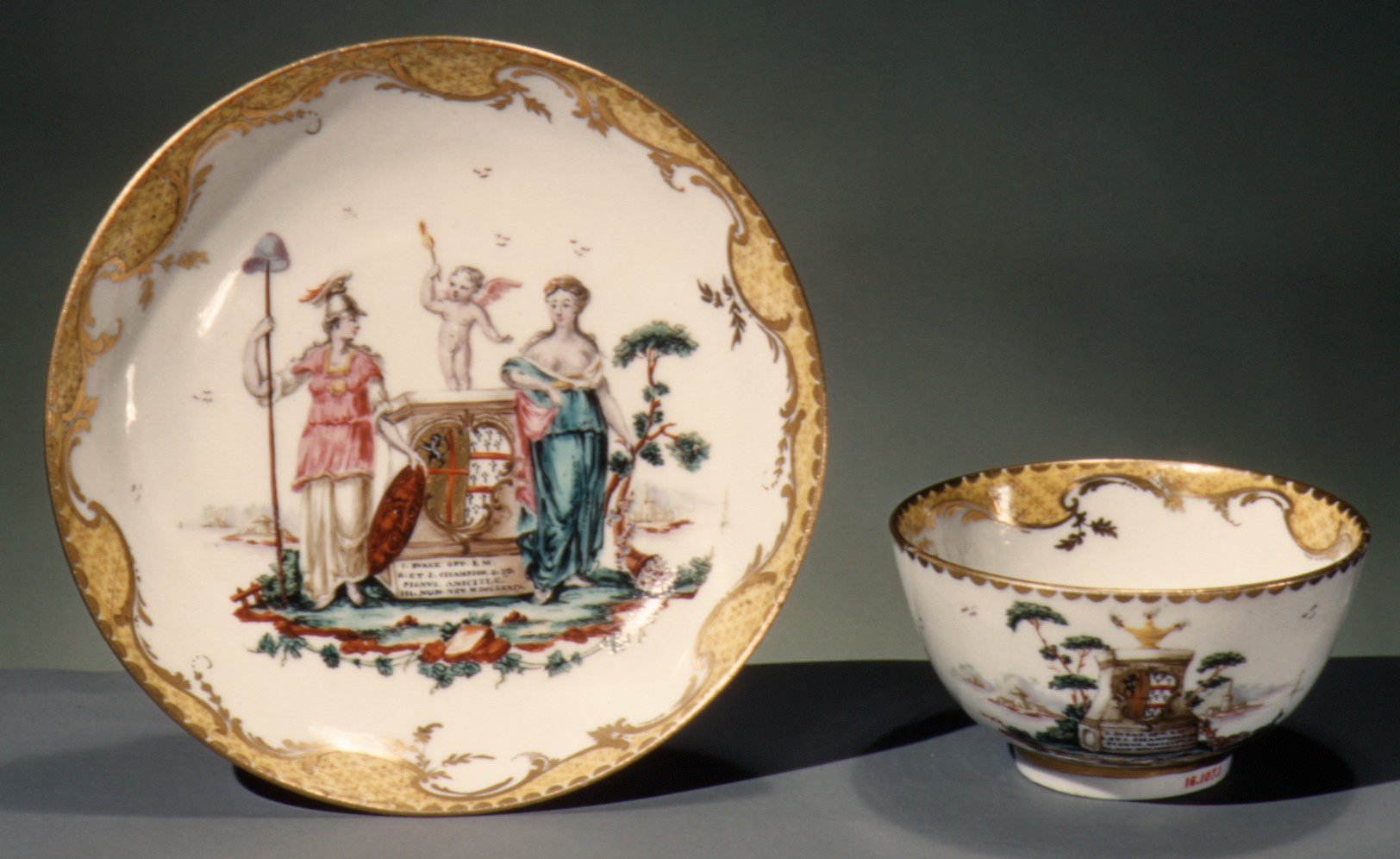
1774年、チャンピオン時代製作のカップと受け皿。ラテン語で綴られた碑文によると:「R.とJ. チャンピオンは、1774年11月3日、偉大なる英国人妻のJ. バークに友情の証として贈呈した。」これはエドマンド・バーク夫人のジェーンを指し、チャンピオンがバークの友人で、1774年のブリストルでの選挙で推薦されたことに由来する。

18世紀半ば、ブリストルはロンドンに次ぐイングランド第2のビジネス都市であり、大西洋貿易における主要港であった。またリバプールと並んでロンドンに次ぐイギリス陶器、特に錫釉陶器のイングリッシュデルフト焼の一大生産地であったが、中にはシノワズリを模した装飾の流行に乗る製造も行われていた。この製造法は19世紀まで続いたが、磁器については短期間の製造期間に終わった。ブリストルは、1740年代に硬質磁器の製造やボーンチャイナの原料となるチャイナストーンの発見されたコーンウォールに近く、ウェストカントリー最大の都市であった。

## ルンズ・ブリストル
ベンジャミン・ルンドは、ブリストルのクエーカー教徒で、真鍮の鋳造師として働いていた。1748-1749年3月7日、ルンドは石鹸製造のライセンスを取得し、その頃に磁器製造の開始を模索し始めた。1750年、リチャード・ポコック博士の手紙には、コーンウォール、リザード付近で、「磁器を製造するのに相応しい場所 ... いわば彼ら（ルンド）は現在ブリストルで行っている磁器製造で 1t あたり5ポンドの利益を生む」鉱床を発見したことを報告した。コーンウォール産のチャイナストーンは1745年頃、クエーカー教徒のウィリアム・クックワーシー（1705 - 1780）によって初めて注目を浴び始めた。そして、クックワーシーはプリムス磁器を製造し始め、ブリストルでの次世代の工房とするべくブリストルへ移動した。クックワーシーの家族はブリストルに帯同し、ルンドとクックワーシーはクエーカー教徒同士で知り合いであったことが知られている。
ルンドには、「食料雑貨商人で銀行家」であるウィリアム・ミラーというパートナーが存在したが、これはルンドが当時破産していたため、ルンドがミラーに頼ったことが背景にある。この工房は以前はローディン氏が借主であったが、1745年に亡くなっていて、磁器事業に携わっていなかったが、初期の考古学者はその背景を認知しておらず、当時の資料では幻の「ローディン磁器製造所」であったと不明瞭に掲載されていたことがある。
工房は1752年半ばまでブリストルでの操業のみであったが、ウォール博士とウースター磁器の協力者が事業を買い取り、すべての機能をウスターに移した。1748年?から1752年にかけて、ウスターでなくブリストルで製造されたことが確認されている陶磁器は少数であるが、ソース・ボートや、当時の中国人男性を模した像や、「Bristoll」の文字を形どった製造物が現存する。ソース・ボートとその受け皿は、銀細工で製造されていた形状を転用したもので、最も普遍的なブリストル磁器の作品の一つである。磁器の装飾は、下絵付で（ほとんどがひどくにじんだ粗目のシノワズリ模様が多い）青色に絵付をし、上絵付を行う2工程の技法であった。磁器の素地は2種類に分類され、釉薬の配合も時代が進むにつれ変更されてゆき、品質の高い製品が作られるようになった。

## プリムス工房以前、またはチャンピオンの工房

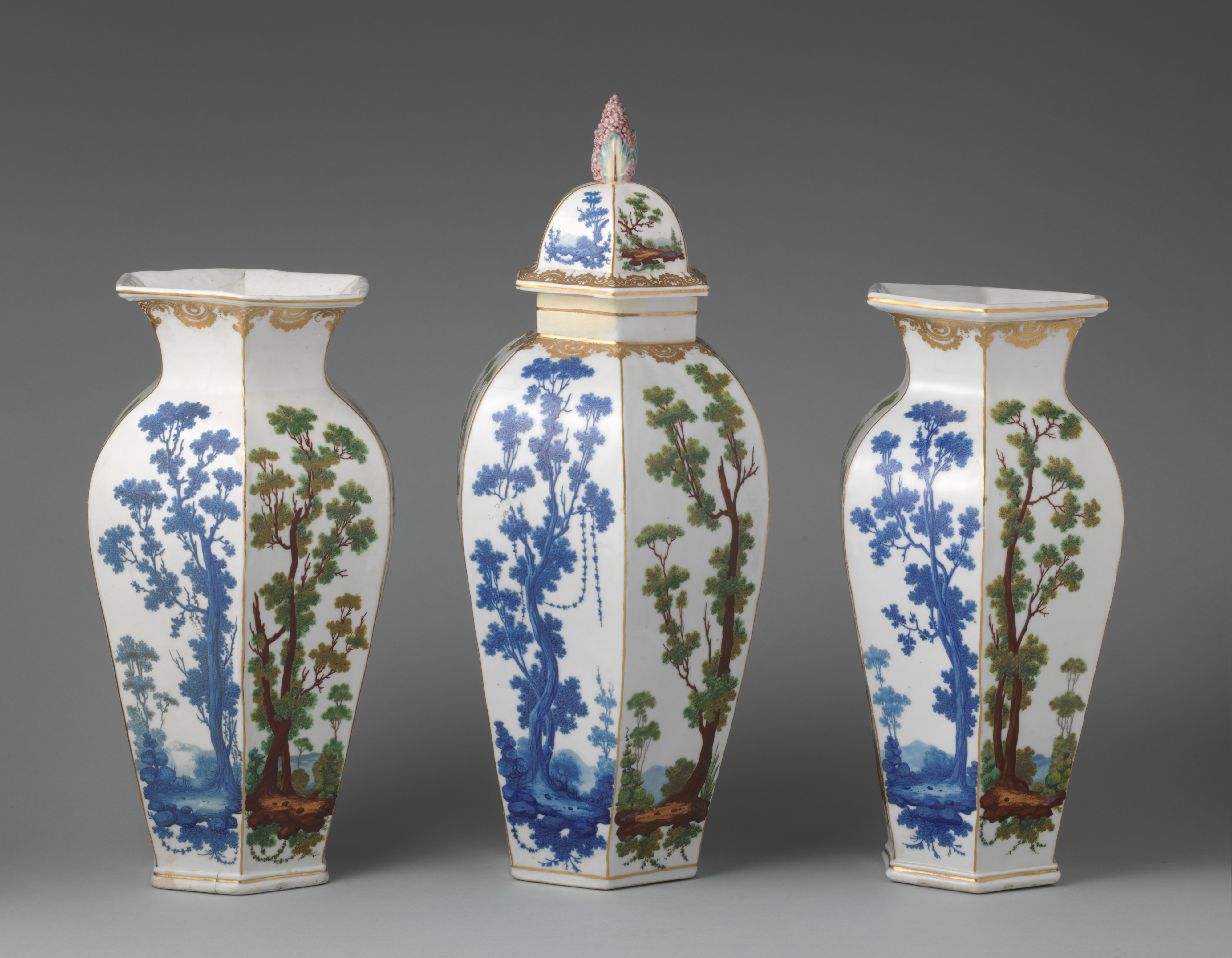
3つの花瓶の装飾、 c. 1773、ミシェル・ソッケ作

クックワーシーのプリマス工房は1770年にブリストルに移転され、その後1768年から株主であった商人、船主でブリストル在住のリチャード・チャンピオンに移管された。チャンピオンのブリストル工房は1774年から1781年まで製造していたが、多額の損失を出したため、スタッフォードシャーの陶芸家たちに売却された。ブリストル磁器は、プリマス磁器と同様に硬質磁器であり、これらは「18世紀英国のどの軟質磁器よりも白く硬く、釉薬により築かれる冷たくざらざらした輝きは、ボウ、チェルシー、ウースター、ダービーの焼き物とは一目で区別できるものであった」と伝承されている。
チャンピオンはこの工房に大きな関心を寄せ、磁器本体の品質を大幅に向上させるとともに、芸術的観点の発展にも携わった。ミシェル・ソッケと、後に銅版画のエナメル絵画で名が知られる前のヘンリー・ボーンが中心となって、新古典主義の新しい様式が導入された。クックワーシーが東アジアの磁器を手本にしたのに対して、チャンピオンはマイセン磁器やフランス製の磁器をよく参考にした。装飾用の食器も製造されていたが、主に製造されていたのはお茶やコーヒーに使う贈呈用のカップで、地元のビジネスマンや政治家とその夫人用に製造されたものが多く存在し、中には1774年にはブリストル選挙区から選出の国会議員となったチャンピオンがエドマンド・バークの夫人、ジェーン・バークに返礼として磁器を贈呈した。
しかしながら、チャンピオンの他の事業が立ち行かなくなり、また磁器製造においてもすぐに利益を生み出さすことができなかったため、1778年の秋には新しい磁器の焼成は行わなくなったが、装飾されていない焼成済みの磁器がかなりの数を抱えていた。これらは後に装飾され、1782年まで販売され続けた。
プリマスと初期のブリストルの焼き物を見分けることは容易ではなく、一般的に作品を「クックワーシー」か「チャンピオン」の焼き物として分類することが一般的である。工房での製作を示す印は、多くの作品が無印であり、プリマスとブリストルの両方で、 （これは、錬金術で錫を表す記号であり、木星を表すときにも使用され、下絵付で青色に絵付された。）が使用されていたため、製作場所を断定できる作品は非常に限られている。この記号は、コーンウォールの主要な鉱産物であった錫を指しているとされる。また、"B" に青や金の十字架をあしらったマークは、ブリストルで製造された作品にのみ使用されたマークである。
チャンピオン時代の陶磁器ギャラリー

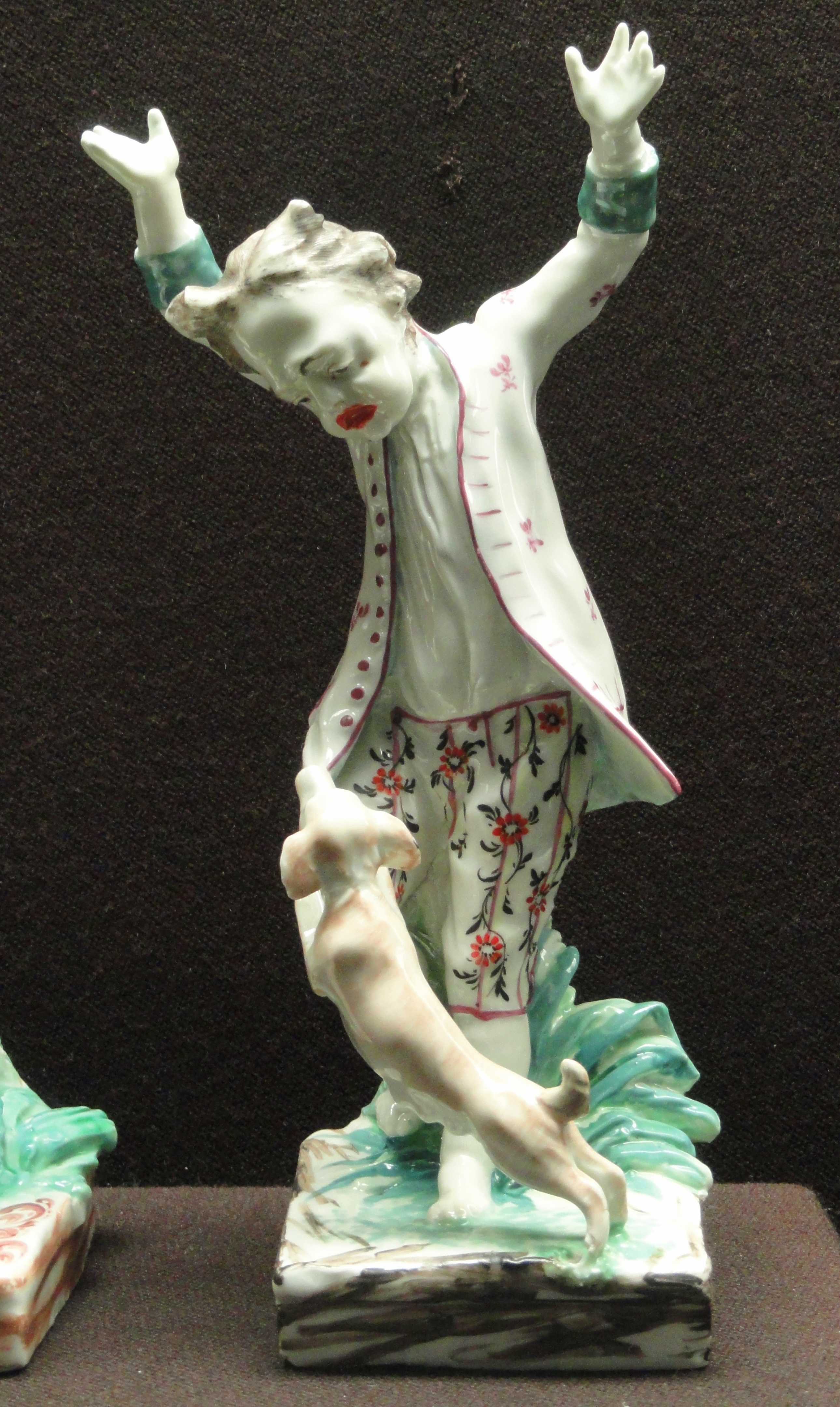
犬に驚く少年、 c. 1772–1775
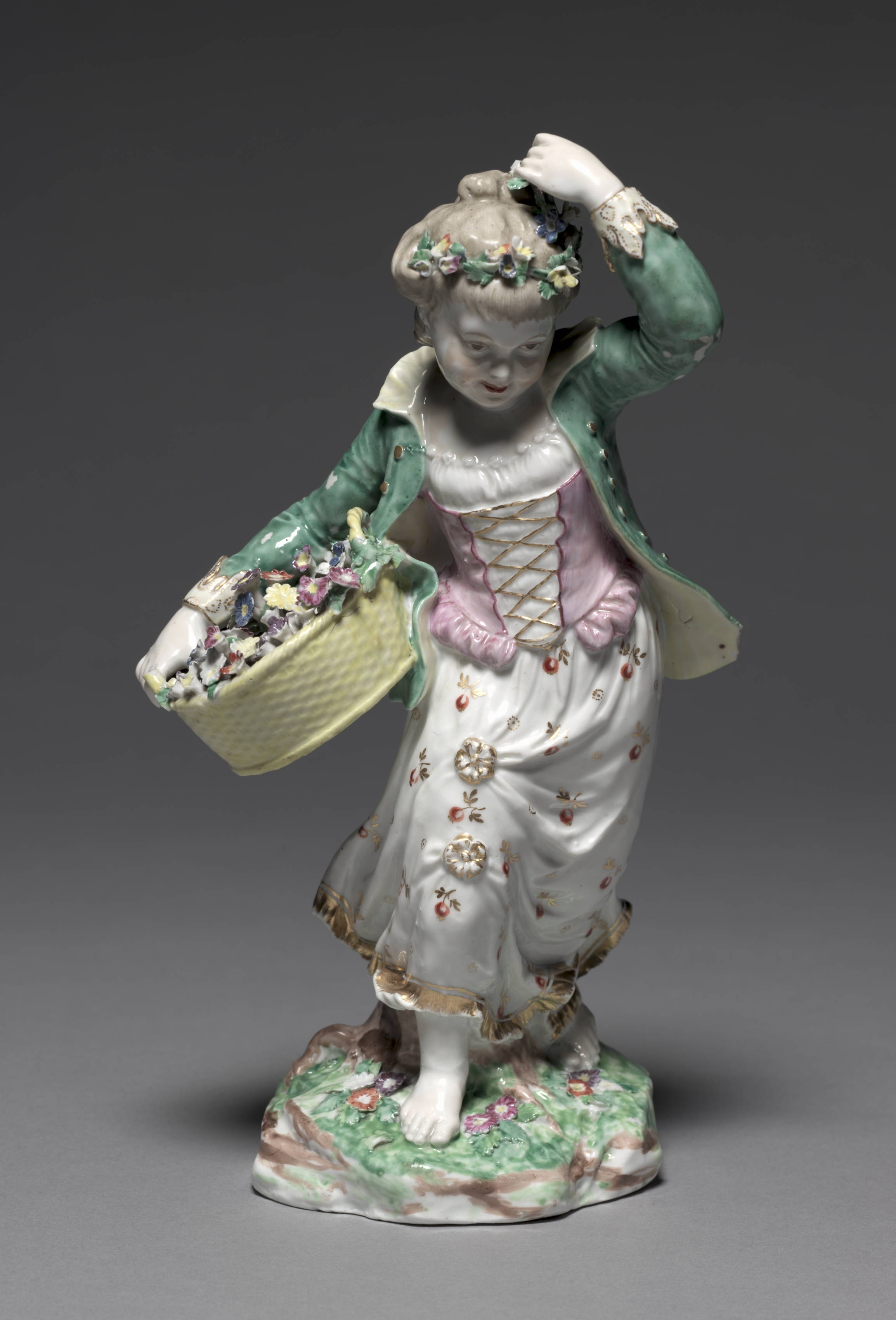
秋の季節がやってきた、1770s
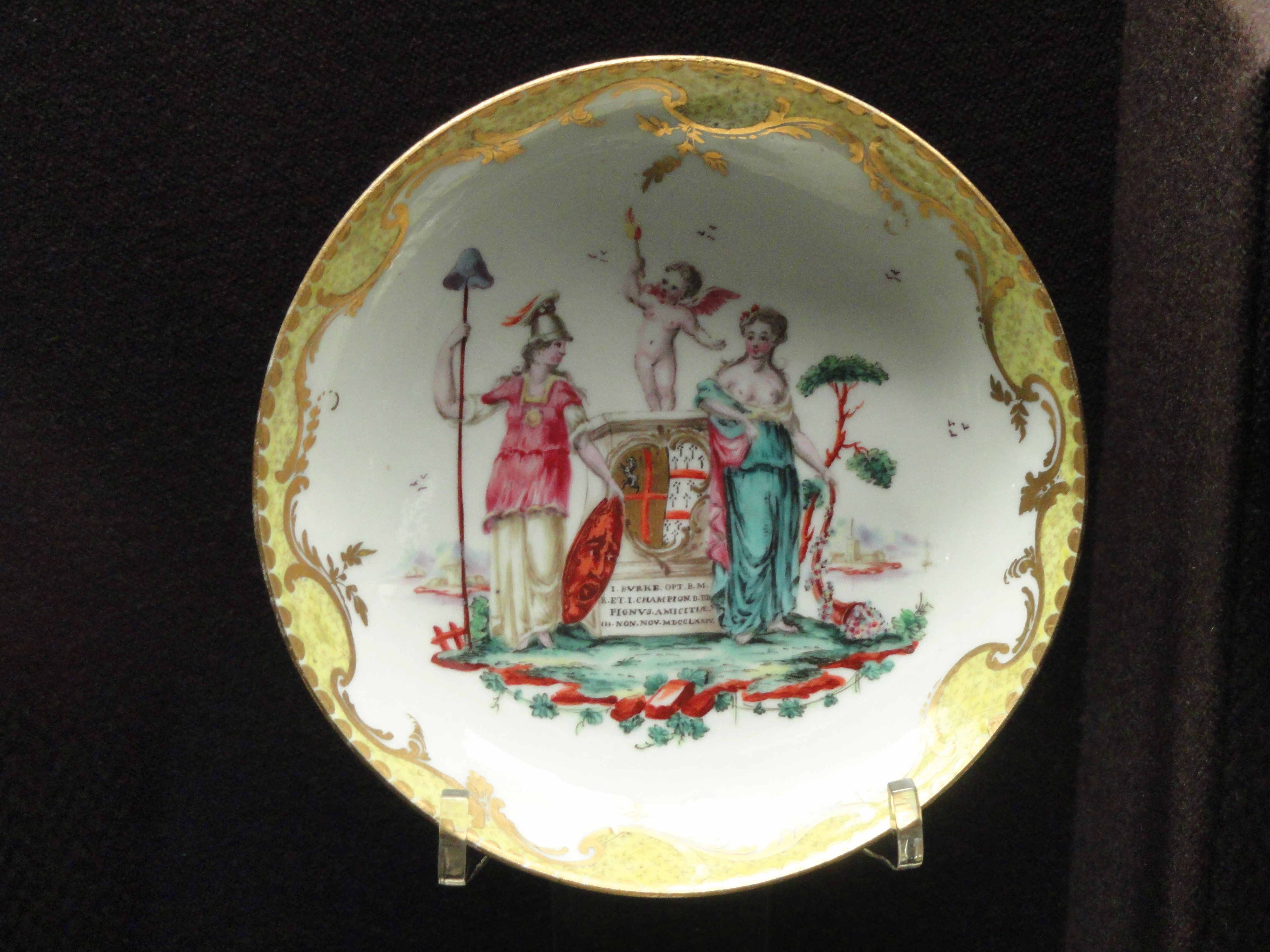
エドマンド・バークに贈呈された受け皿、 1774
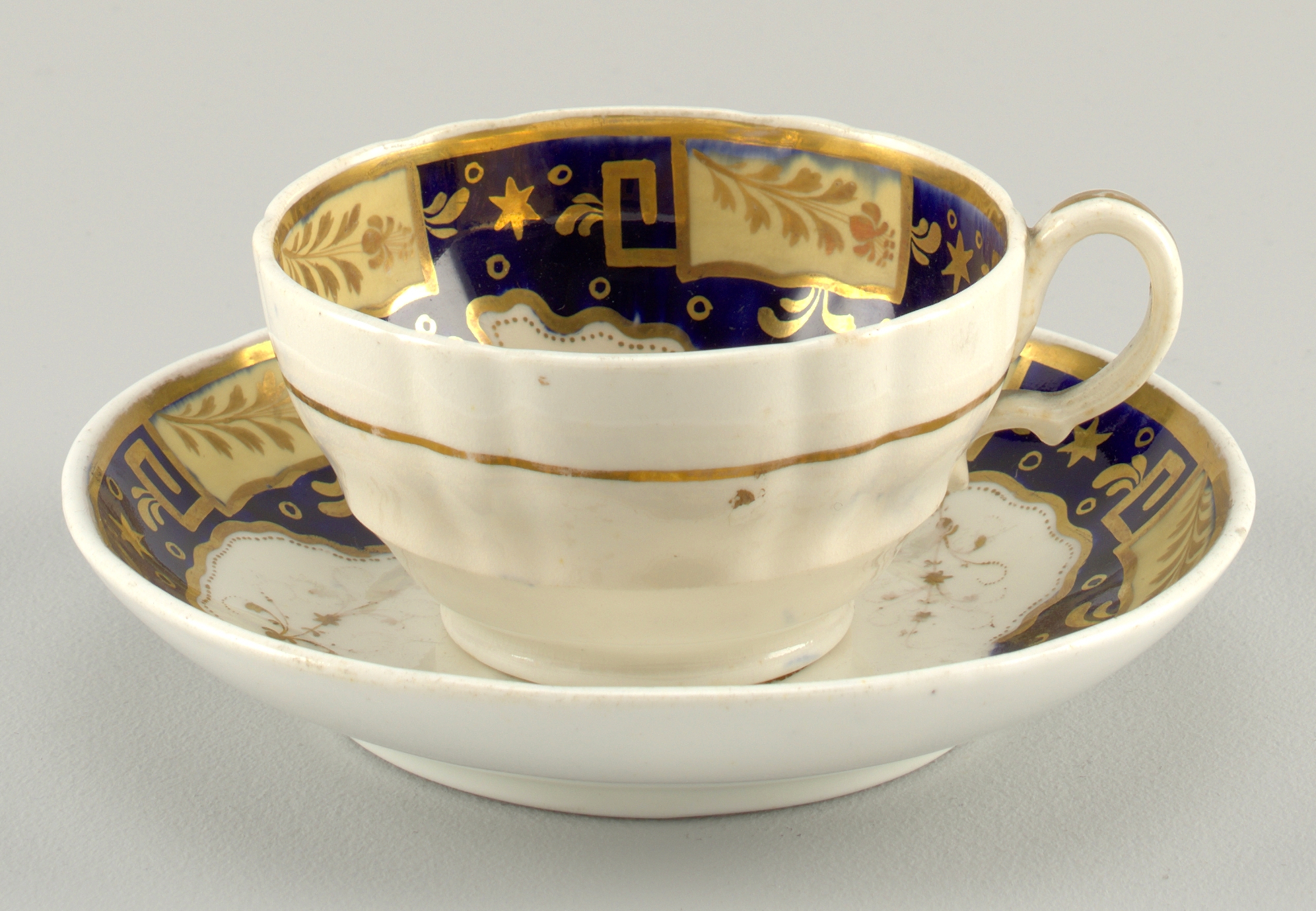
カップと受け皿、 c. 1775
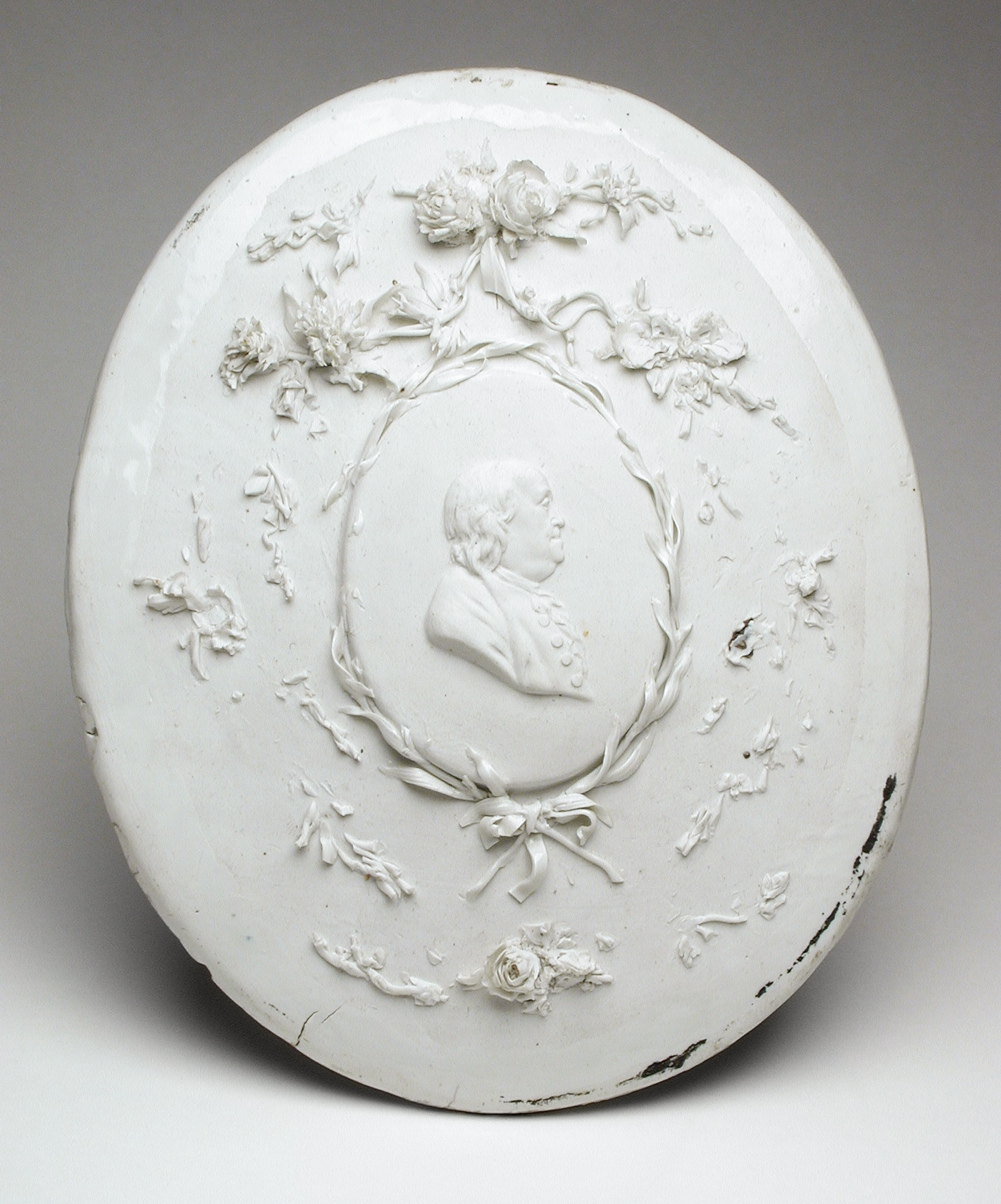
ベンジャミン・フランクリンの胸像のプレート、ビスケット磁器（英語版）、 c. 1775
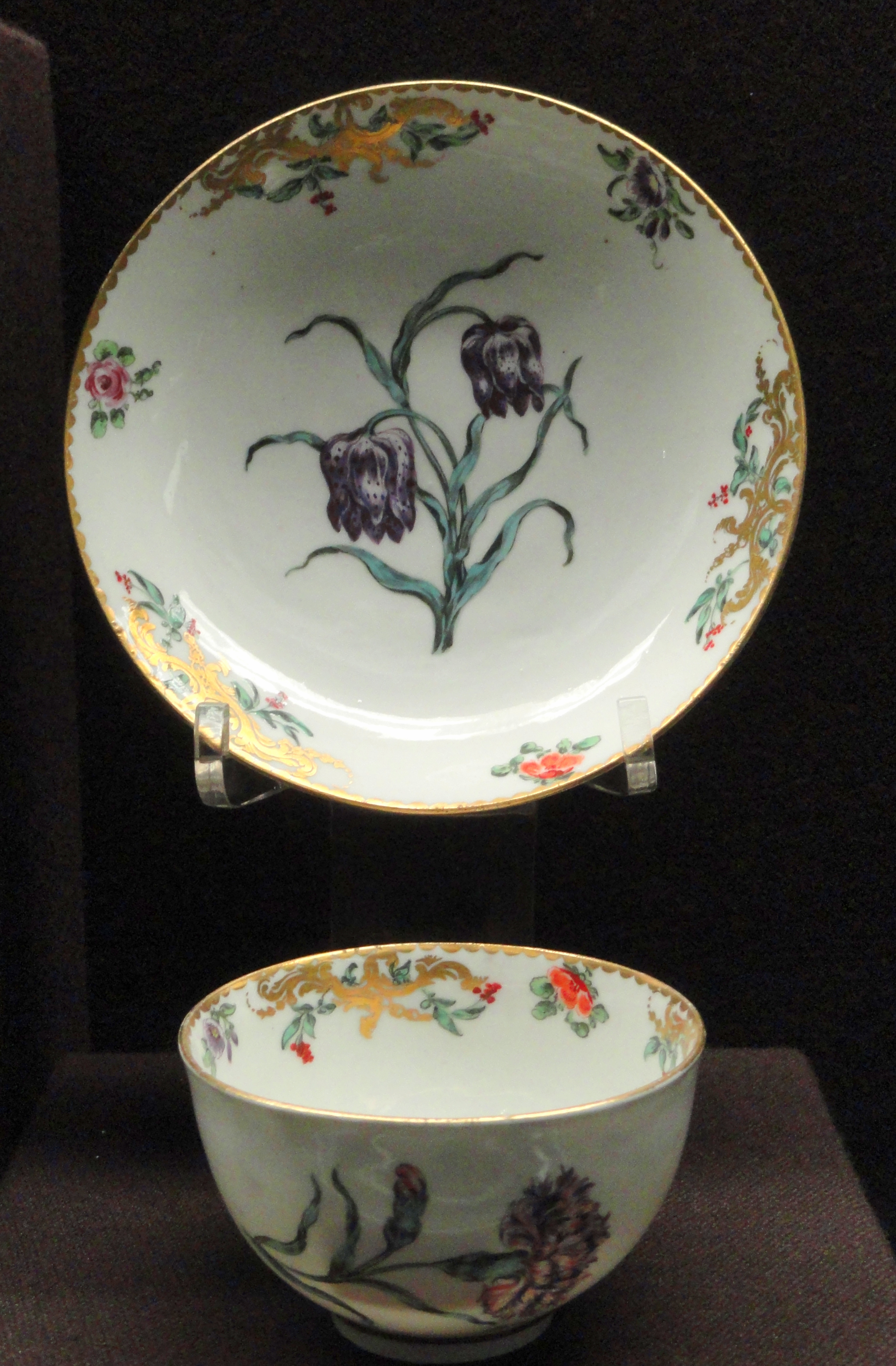
茶碗と茶托、c. 1775、ヘンリー・ボーン（英語版）による装飾
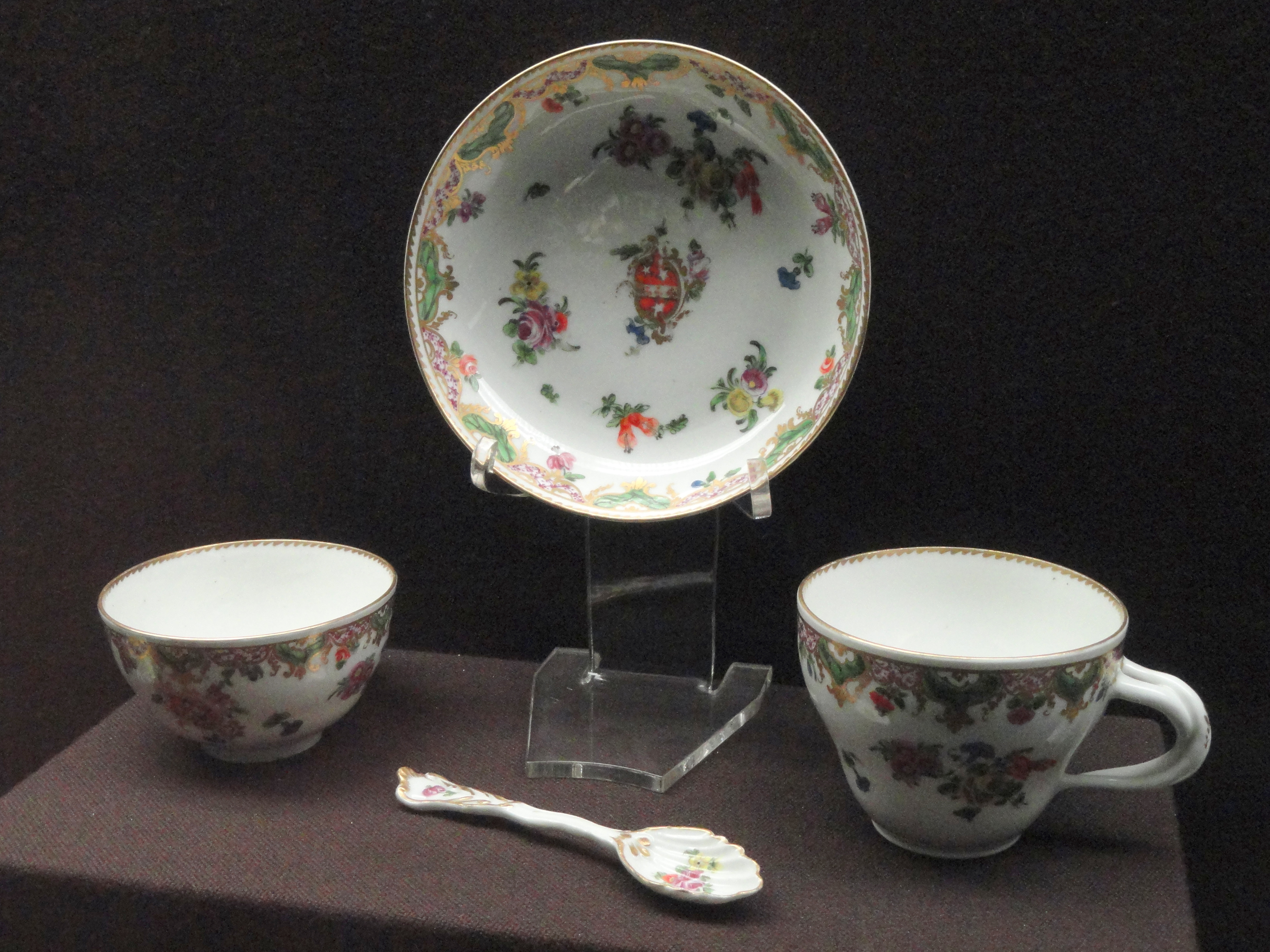
ダニエル・ラドローに贈呈された茶碗、コーヒーカップ、スプーン、受け皿、c. 1775–1778
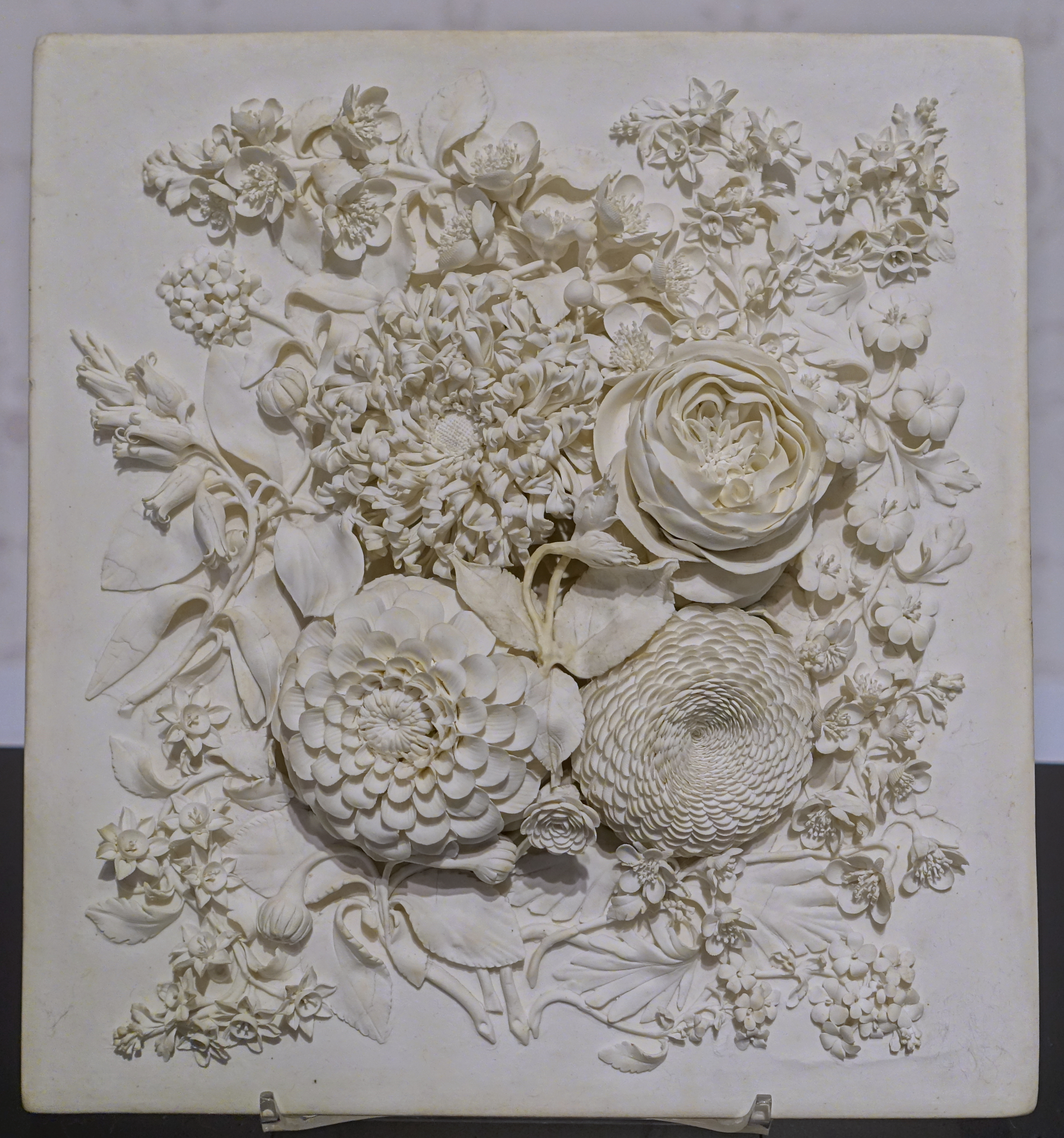
ビスケット磁器（英語版）製の花のプレート、 c. 1776

## 関連文献
- Panes, Nicholas, English Potter - American Patriot, 2016. Details here
- Severne-Mackenna, F, Champions Bristol Porcelain, 1947.
- Owen, Hugh, 200 Years of Ceramic Art in Bristol, 1873.